# Municipio de Cornplanter
El municipio de Cornplanter (en inglés: Cornplanter Township) es un municipio ubicado en el condado de Venango en el estado estadounidense de Pensilvania. En el año 2000 tenía una población de 2.687 habitantes y una densidad poblacional de 27 personas por km².

## Geografía
El municipio de Cornplanter se encuentra ubicado en las coordenadas 41°31′00″N 79°35′59″O / 41.51667, -79.59972.

## Demografía
Según la Oficina del Censo en 2000 los ingresos medios por hogar en la localidad eran de $36,066 y los ingresos medios por familia eran $48,259. Los hombres tenían unos ingresos medios de $33,750 frente a los $23,182 para las mujeres. La renta per cápita para la localidad era de $18,532. Alrededor del 10,1% de la población estaban por debajo del umbral de pobreza.